# معرفی خیلی کوتاه
مجموعهٔ معرفی خیلی کوتاه (به انگلیسی: Very Short Introductions series، VSI series) یک مجموعهٔ کتاب است که از سال ۱۹۹۵ میلادی توسط انتشارات دانشگاه آکسفورد منتشر می‌شود و هر جلد، توضیحی کوتاه دربارهٔ موضوعی خاص است و بین ۹۶ تا ۲۲۴ صفحه دارد که اکثر کتاب‌ها بین ۱۲۰ تا ۱۸۰ صفحه دارند و تقریباً همهٔ آن‌ها منابعی برای مطالعهٔ بیش‌تر نیز ارائه می‌دهند.
فروش این کتاب‌ها از لحاظ تجاری، موفقیت‌آمیز توصیف شده‌است. بنا بر آمار سال ۲۰۱۱ میلادی، بیش از ۵ میلیون نسخه از این کتاب‌ها در سراسر جهان به فروش رسیده‌است. کتاب‌های این مجموعه به بیش از ۲۵ زبان زندهٔ دنیا ترجمه شده‌اند.

## ترجمه به فارسی
برخی از کتاب‌های مجموعۀ «معرفی خیلی کوتاه» به زبان فارسی ترجمه شده و در ایران تحت عنوان مجموعۀ «مختصرمفید» توسط نشر ماهی به چاپ رسیده‌اند.

## فهرست کتاب‌ها
| ردیف | موضوع                                                                      | نویسنده(ها)                                     | تاریخ انتشار در بریتانیا                                           | تاریخ انتشار اصلی                                                          |
| ---- | -------------------------------------------------------------------------- | ----------------------------------------------- | ------------------------------------------------------------------ | -------------------------------------------------------------------------- |
| ۰۰۱  | مطالعات کلاسیک                                                             | Mary Beard, John Henderson                      | ۲۴ فوریه ۲۰۰۰                                                      | ۱۹۹۵                                                                       |
| ۰۰۲  | موسیقی                                                                     | Nicholas Cook                                   | ۲۴ فوریه ۲۰۰۰                                                      | ۱۹۹۸                                                                       |
| ۰۰۳  | آیین بودایی                                                                | Damien Keown                                    | ۲۴ فوریه ۲۰۰۰ ۲۸ فوریه ۲۰۱۳ (ویرایش دوم)                           | ۱۹۹۶                                                                       |
| ۰۰۴  | نظریه ادبی                                                                 | Jonathan Culler                                 | ۲۴ فوریه ۲۰۰۰ ۲۸ ژوئیه ۲۰۱۱ (ویرایش دوم)                           | ۱۹۹۷                                                                       |
| ۰۰۵  | هندوئیسم                                                                   | Kim Knott                                       | ۲۴ فوریه ۲۰۰۰                                                      | ۱۹۹۸                                                                       |
| ۰۰۶  | روان‌شناسی                                                                  | Gillian Butler, Freda McManus                   | ۲۴ فوریه ۲۰۰۰ ۲۳ ژانویه ۲۰۱۴ (ویرایش دوم)                          | ۱۹۹۸                                                                       |
| ۰۰۷  | اسلام                                                                      | Malise Ruthven                                  | ۲۴ فوریه ۲۰۰۰ ۲۶ ژانویه ۲۰۱۲ (ویرایش دوم)                          | ۱۹۹۷                                                                       |
| ۰۰۸  | سیاست                                                                      | Kenneth Minogue                                 | ۲۴ فوریه ۲۰۰۰                                                      | ۱۹۹۵                                                                       |
| ۰۰۹  | الهیات                                                                     | David F. Ford                                   | ۲۴ فوریه ۲۰۰۰ ۲۴ اکتبر ۲۰۱۳ (ویرایش دوم)                           | ۱۹۹۹                                                                       |
| ۰۱۰  | باستان‌شناسی                                                                | Paul Bahn (illustrator: Bill Tidy)              | ۲۴ فوریه ۲۰۰۰ ۳۰ اوت ۲۰۱۲ (updated edition)                        | ۱۹۹۶                                                                       |
| ۰۱۱  | یهودیت                                                                     | Norman Solomon                                  | ۲۴ فوریه ۲۰۰۰ ۲۸ اوت ۲۰۱۴ (ویرایش دوم)                             | ۱۹۹۶                                                                       |
| ۰۱۲  | جامعه‌شناسی                                                                 | Steve Bruce                                     | ۲۴ فوریه ۲۰۰۰                                                      | ۱۹۹۹                                                                       |
| ۰۱۳  | قرآن                                                                       | Michael Cook                                    | ۲۴ فوریه ۲۰۰۰                                                      |                                                                            |
| ۰۱۴  | کتاب مقدس                                                                  | John Riches                                     | ۲۴ فوریه ۲۰۰۰                                                      |                                                                            |
| ۰۱۵  | انسان‌شناسی فرهنگی انسان‌شناسی                                               | John Monaghan, Peter Just                       | ۲۴ فوریه ۲۰۰۰                                                      |                                                                            |
| ۰۱۶  | تاریخ                                                                      | John Arnold                                     | ۲۴ فوریه ۲۰۰۰                                                      |                                                                            |
| ۰۱۷  | بریتانیای روم                                                              | Peter Salway                                    | ۱۰ اوت ۲۰۰۰                                                        | Chapter from The Oxford Illustrated History of Britain, ۱۹۸۴               |
| ۰۱۸  | انگلستان در عهد آنگلوساکسون‌ها                                              | John Blair                                      | ۱۰ اوت ۲۰۰۰                                                        | Chapter from The Oxford Illustrated History of Britain, ۱۹۸۴               |
| ۰۱۹  | Medieval Britain                                                           | John Gillingham, Ralph A. Griffiths             | ۱۰ اوت ۲۰۰۰                                                        | Chapters from The Oxford Illustrated History of Britain, ۱۹۸۴              |
| ۰۲۰  | خاندان تودور                                                               | John Guy                                        | ۱۰ اوت ۲۰۰۰ ۲۹ اوت ۲۰۱۳ (ویرایش دوم)                               | Chapter from The Oxford Illustrated History of Britain, ۱۹۸۴               |
| ۰۲۱  | دودمان استوارت                                                             | John Morrill                                    | ۱۰ اوت ۲۰۰۰                                                        | Chapter from The Oxford Illustrated History of Britain, ۱۹۸۴               |
| ۰۲۲  | Eighteenth-Century Britain                                                 | Paul Langford                                   | ۱۰ اوت ۲۰۰۰                                                        | Chapter from The Oxford Illustrated History of Britain, ۱۹۸۴               |
| ۰۲۳  | Nineteenth-Century Britain                                                 | Christopher Harvie, H. C. G. Matthew            | ۱۰ اوت ۲۰۰۰                                                        | Chapters from The Oxford Illustrated History of Britain, ۱۹۸۴              |
| ۰۲۴  | Twentieth-Century Britain                                                  | Kenneth O. Morgan                               | ۱۰ اوت ۲۰۰۰                                                        | Chapter from The Oxford Illustrated History of Britain, ۱۹۸۴               |
| ۰۲۵  | مارتین هایدگر                                                              | Michael Inwood                                  | ۱۲ اکتبر ۲۰۰۰                                                      | از مجموعهٔ استادان گذشته، ۱۹۹۷                                              |
| ۰۲۶  | فلسفه دوران باستان                                                         | Julia Annas                                     | ۱۲ اکتبر ۲۰۰۰                                                      |                                                                            |
| ۰۲۷  | سقراط                                                                      | C. C. W. Taylor                                 | ۱۲ اکتبر ۲۰۰۰                                                      | از مجموعهٔ استادان گذشته، ۱۹۹۸                                              |
| ۰۲۸  | کارل مارکس                                                                 | پیتر سینگر                                      | ۱۲ اکتبر ۲۰۰۰                                                      | از مجموعهٔ استادان گذشته، ۱۹۸۰                                              |
| ۰۲۹  | منطق                                                                       | Graham Priest                                   | ۱۲ اکتبر ۲۰۰۰                                                      |                                                                            |
| ۰۳۰  | رنه دکارت                                                                  | Tom Sorell                                      | ۱۲ اکتبر ۲۰۰۰                                                      | از مجموعهٔ استادان گذشته، ۱۹۸۷                                              |
| ۰۳۱  | نیکولو ماکیاولی                                                            | Quentin Skinner                                 | ۱۲ اکتبر ۲۰۰۰                                                      | از مجموعهٔ استادان گذشته، ۱۹۸۱                                              |
| ۰۳۲  | ارسطو                                                                      | Jonathan Barnes                                 | ۱۲ اکتبر ۲۰۰۰                                                      | از مجموعهٔ استادان گذشته، ۱۹۸۲                                              |
| ۰۳۳  | دیوید هیوم                                                                 | آلفرد جی آیر                                    | ۱۲ اکتبر ۲۰۰۰                                                      | از مجموعهٔ استادان گذشته، ۱۹۸۰                                              |
| ۰۳۴  | فریدریش نیچه                                                               | Michael Tanner                                  | ۱۹ اکتبر ۲۰۰۰                                                      | از مجموعهٔ استادان گذشته، ۱۹۸۷                                              |
| ۰۳۵  | چارلز داروین                                                               | Jonathan Howard                                 | ۲۲ فوریه ۲۰۰۱                                                      | از مجموعهٔ استادان گذشته، ۱۹۸۲                                              |
| ۰۳۶  | اتحادیه اروپا                                                              | John Pinder, Simon Usherwood                    | ۲۲ فوریه ۲۰۰۱ ۱۳ دسامبر ۲۰۰۷ (ویرایش دوم) ۲۵ ژوئیه ۲۰۱۳ (3rd ed.)  |                                                                            |
| ۰۳۷  | ماهاتما گاندی                                                              | Bhikhu Parekh                                   | ۲۲ فوریه ۲۰۰۱                                                      | از مجموعهٔ استادان گذشته، ۱۹۹۷                                              |
| ۰۳۸  | آگوستین                                                                    | Henry Chadwick                                  | ۲۲ فوریه ۲۰۰۱                                                      | از مجموعهٔ استادان گذشته، ۱۹۸۶                                              |
| ۰۳۹  | هوش                                                                        | Ian J. Deary                                    | ۲۲ فوریه ۲۰۰۱                                                      |                                                                            |
| ۰۴۰  | کارل گوستاو یونگ                                                           | Anthony Stevens                                 | ۲۲ فوریه ۲۰۰۱                                                      | از مجموعهٔ استادان گذشته، ۱۹۹۴                                              |
| ۰۴۱  | گوتاما بودا                                                                | Michael Carrithers                              | ۲۲ فوریه ۲۰۰۱                                                      | از مجموعهٔ استادان گذشته، ۱۹۸۳                                              |
| ۰۴۲  | پولس                                                                       | E. P. Sanders                                   | ۲۲ فوریه ۲۰۰۱                                                      | از مجموعهٔ استادان گذشته، ۱۹۹۱                                              |
| ۰۴۳  | فلسفه قاره‌ای                                                               | سیمون کریچلی                                    | ۲۲ فوریه ۲۰۰۱                                                      |                                                                            |
| ۰۴۴  | گالیلئو گالیله                                                             | Stillman Drake                                  | ۲۲ فوریه ۲۰۰۱                                                      | از مجموعهٔ استادان گذشته، ۱۹۸۰                                              |
| ۰۴۵  | زیگموند فروید                                                              | Anthony Storr                                   | ۲۲ فوریه ۲۰۰۱                                                      | از مجموعهٔ استادان گذشته، ۱۹۸۹                                              |
| ۰۴۶  | لودویگ ویتگنشتاین                                                          | ای. سی. گریلینگ                                 | ۲۲ فوریه ۲۰۰۱                                                      | از مجموعهٔ استادان گذشته، ۱۹۸۸                                              |
| ۰۴۷  | فلسفه هندی                                                                 | Sue Hamilton                                    | ۲۲ فوریه ۲۰۰۱                                                      | Non-VSI, ۲۰۰۰                                                              |
| ۰۴۸  | ژان-ژاک روسو                                                               | Robert Wokler                                   | ۲۳ اوت ۲۰۰۱                                                        | از مجموعهٔ استادان گذشته، ۱۹۹۵                                              |
| ۰۴۹  | گئورگ ویلهلم فریدریش هگل                                                   | پیتر سینگر                                      | ۲۳ اوت ۲۰۰۱                                                        | از مجموعهٔ استادان گذشته، ۱۹۸۳                                              |
| ۰۵۰  | ایمانوئل کانت                                                              | راجر اسکروتن                                    | ۲۳ اوت ۲۰۰۱                                                        | از مجموعهٔ استادان گذشته، ۱۹۸۲                                              |
| ۰۵۱  | کیهان‌شناسی فیزیکی                                                          | پیتر کوول                                       | ۲۳ اوت ۲۰۰۱                                                        |                                                                            |
| ۰۵۲  | داروها                                                                     | Leslie Iversen                                  | ۲۳ اوت ۲۰۰۱                                                        |                                                                            |
| ۰۵۳  | ادبیات روسی                                                                | Catriona Kelly                                  | ۲۳ اوت ۲۰۰۱                                                        |                                                                            |
| ۰۵۴  | انقلاب فرانسه                                                              | William Doyle                                   | ۲۳ اوت ۲۰۰۱                                                        |                                                                            |
| ۰۵۵  | فلسفه                                                                      | Edward Craig                                    | ۲۱ فوریه ۲۰۰۲                                                      | Non-VSI, ۲۰۰۲                                                              |
| ۰۵۶  | رولان بارت                                                                 | Jonathan Culler                                 | ۲۱ فوریه ۲۰۰۲                                                      | Modern Masters series, Fontana Press, ۱۹۸۳                                 |
| ۰۵۷  | حقوق جانوران                                                               | David DeGrazia                                  | ۲۱ فوریه ۲۰۰۲                                                      |                                                                            |
| ۰۵۸  | سورن کی‌یرکگور                                                              | Patrick Gardiner                                | ۲۱ فوریه ۲۰۰۲                                                      | از مجموعهٔ استادان گذشته، ۱۹۸۸                                              |
| ۰۵۹  | برتراند راسل                                                               | ای. سی. گریلینگ                                 | ۲۱ فوریه ۲۰۰۲                                                      | از مجموعهٔ استادان گذشته، ۱۹۹۶                                              |
| ۰۶۰  | ویلیام شکسپیر                                                              | جرمن گریر                                       | ۲۱ فوریه ۲۰۰۲                                                      | از مجموعهٔ استادان گذشته، ۱۹۸۶                                              |
| ۰۶۱  | کارل فون کلاوزویتس                                                         | Michael Howard                                  | ۲۱ فوریه ۲۰۰۲                                                      | از مجموعهٔ استادان گذشته، ۱۹۸۳                                              |
| ۰۶۲  | آرتور شوپنهاور                                                             | Christopher Janaway                             | ۲۱ فوریه ۲۰۰۲                                                      | از مجموعهٔ استادان گذشته، ۱۹۹۴                                              |
| ۰۶۳  | انقلاب روسیه                                                               | S. A. Smith                                     | ۲۱ فوریه ۲۰۰۲                                                      |                                                                            |
| ۰۶۴  | تامس هابز                                                                  | Richard Tuck                                    | ۳۰ مه ۲۰۰۲                                                         | از مجموعهٔ استادان گذشته، ۱۹۸۹                                              |
| ۰۶۵  | موسیقی ملل                                                                 | Philip V. Bohlman                               | ۳۰ مه ۲۰۰۲                                                         |                                                                            |
| ۰۶۶  | ریاضیات                                                                    | تیموثی گاورز                                    | ۲۲ اوت ۲۰۰۲                                                        |                                                                            |
| ۰۶۷  | فلسفه علم                                                                  | Samir Okasha                                    | ۳۰ مه ۲۰۰۲                                                         |                                                                            |
| ۰۶۸  | رمزنگاری                                                                   | Fred Piper, Sean Murphy                         | ۳۰ مه ۲۰۰۲                                                         |                                                                            |
| ۰۶۹  | مکانیک کوانتومی                                                            | جان پولکینگورن                                  | ۳۰ مه ۲۰۰۲                                                         |                                                                            |
| ۰۷۰  | باروخ اسپینوزا                                                             | راجر اسکروتن                                    | ۳۰ مه ۲۰۰۲                                                         | از مجموعهٔ استادان گذشته، ۱۹۸۶                                              |
| ۰۷۱  | رفتار عقلایی                                                               | Michael Allingham                               | ۲۲ اوت ۲۰۰۲                                                        |                                                                            |
| ۰۷۲  | معماری                                                                     | Andrew Ballantyne                               | ۲۲ اوت ۲۰۰۲                                                        |                                                                            |
| ۰۷۳  | پساساختارگرایی                                                             | Catherine Belsey                                | ۲۲ اوت ۲۰۰۲                                                        |                                                                            |
| ۰۷۴  | پسانوگرایی                                                                 | Christopher Butler                              | ۱۰ اکتبر ۲۰۰۲                                                      |                                                                            |
| ۰۷۵  | دموکراسی                                                                   | Bernard Crick                                   | ۱۰ اکتبر ۲۰۰۲                                                      |                                                                            |
| ۰۷۶  | امپراتوری                                                                  | Stephen Howe                                    | ۲۲ اوت ۲۰۰۲                                                        |                                                                            |
| ۰۷۷  | فاشیسم                                                                     | Kevin Passmore                                  | ۲۲ اوت ۲۰۰۲ ۲۹ مه ۲۰۱۴ (ویرایش دوم)                                |                                                                            |
| ۰۷۸  | تروریسم                                                                    | Charles Townshend                               | ۱۰ اکتبر ۲۰۰۲ ۸ سپتامبر ۲۰۱۱ (ویرایش دوم)                          |                                                                            |
| ۰۷۹  | افلاطون                                                                    | Julia Annas                                     | ۱۳ فوریه ۲۰۰۳                                                      |                                                                            |
| ۰۸۰  | فلسفه اخلاق                                                                | سیمون بلک‌برن                                    | ۸ مه ۲۰۰۳                                                          | Being Good: An Introduction to Ethics, ۲۰۰۱ rev. ۲۰۰۳                      |
| ۰۸۱  | هیجان                                                                      | Dylan Evans                                     | ۱۳ فوریه ۲۰۰۳                                                      | Emotion: The Science of Sentiment, ۲۰۰۱                                    |
| ۰۸۲  | ایرلند شمالی                                                               | Marc Mulholland                                 | ۲۳ ژانویه ۲۰۰۳                                                     | The Longest War: Northern Ireland's Troubled History, ۲۰۰۲                 |
| ۰۸۳  | زیبایی‌شناسی                                                                | Cynthia Freeland                                | ۱۳ فوریه ۲۰۰۳                                                      | But Is It Art?: An Introduction to Art Theory, ۲۰۰۱                        |
| ۰۸۴  | جان لاک                                                                    | John Dunn                                       | ۸ مه ۲۰۰۳                                                          | از مجموعهٔ استادان گذشته، ۱۹۸۴                                              |
| ۰۸۵  | Modern Ireland                                                             | Senia Paseta                                    | ۲۷ مارس ۲۰۰۳                                                       |                                                                            |
| ۰۸۶  | جهانی‌شدن                                                                   | Manfred Steger                                  | ۲۷ مارس ۲۰۰۳ ۲۲ ژانویه ۲۰۰۹ (ویرایش دوم) ۴ آوریل ۲۰۱۳ (3rd ed.)    |                                                                            |
| ۰۸۷  | جنگ سرد                                                                    | Robert J. McMahon                               | ۲۷ مارس ۲۰۰۳                                                       |                                                                            |
| ۰۸۸  | تاریخ اخترشناسی                                                            | Michael Hoskin                                  | ۸ مه ۲۰۰۳                                                          |                                                                            |
| ۰۸۹  | اسکیزوفرنی                                                                 | Chris Frith, Eve C. Johnstone                   | ۲۲ مه ۲۰۰۳                                                         |                                                                            |
| ۰۹۰  | زمین                                                                       | Martin Redfern                                  | ۲۶ ژوئن ۲۰۰۳                                                       |                                                                            |
| ۰۹۱  | فریدریش انگلس                                                              | Terrell Carver                                  | ۲۲ مه ۲۰۰۳                                                         | از مجموعهٔ استادان گذشته، ۱۹۸۱                                              |
| ۰۹۲  | British Politics                                                           | Tony Wright                                     | ۲۲ مه ۲۰۰۳ ۳۰ مه ۲۰۱۳ (ویرایش دوم)                                 |                                                                            |
| ۰۹۳  | زبان‌شناسی                                                                  | P. H. Matthews                                  | ۲۴ آوریل ۲۰۰۳                                                      |                                                                            |
| ۰۹۴  | سلت‌ها                                                                      | Barry Cunliffe                                  | ۲۶ ژوئن ۲۰۰۳                                                       |                                                                            |
| ۰۹۵  | ایدئولوژی                                                                  | Michael Freeden                                 | ۲۶ ژوئن ۲۰۰۳                                                       |                                                                            |
| ۰۹۶  | پیشاتاریخ                                                                  | Chris Gosden                                    | ۲۶ ژوئن ۲۰۰۳                                                       |                                                                            |
| ۰۹۷  | فلسفه سیاسی                                                                | David Miller                                    | ۲۶ ژوئن ۲۰۰۳                                                       |                                                                            |
| ۰۹۸  | پسااستعماری                                                                | Robert J.C. Young                               | ۲۶ ژوئن ۲۰۰۳                                                       |                                                                            |
| ۰۹۹  | خداناباوری                                                                 | جولیان بگینی                                    | ۲۶ ژوئن ۲۰۰۳                                                       |                                                                            |
| ۱۰۰  | فرگشت                                                                      | برایان چالرزوورت، Deborah Charlesworth          | ۲۶ ژوئن ۲۰۰۳                                                       |                                                                            |
| ۱۰۱  | مولکول                                                                     | Philip Ball                                     | ۲۷ نوامبر ۲۰۰۳                                                     | Stories of the Invisible: A Guided Tour of Molecules, ۲۰۰۱                 |
| ۱۰۲  | Art history                                                                | Dana Arnold                                     | ۲۲ ژانویه ۲۰۰۴                                                     |                                                                            |
| ۱۰۳  | فلسفه پیشاسقراطی                                                           | Catherine Osborne                               | ۲۲ آوریل ۲۰۰۴                                                      |                                                                            |
| ۱۰۴  | عنصر                                                                       | Philip Ball                                     | ۸ آوریل ۲۰۰۴                                                       | The Ingredients: A Guided Tour of the Elements, ۲۰۰۲                       |
| ۱۰۵  | دادائیسم و فراواقع‌گرایی                                                    | David Hopkins                                   | ۸ آوریل ۲۰۰۴                                                       |                                                                            |
| ۱۰۶  | Egyptian Myth                                                              | Geraldine Pinch                                 | ۲۲ آوریل ۲۰۰۴                                                      |                                                                            |
| ۱۰۷  | هنر مسیحی                                                                  | Beth Williamson                                 | ۲۴ ژوئن ۲۰۰۴                                                       |                                                                            |
| ۱۰۸  | سرمایه‌داری                                                                 | James Fulcher                                   | ۱۳ مه ۲۰۰۴                                                         |                                                                            |
| ۱۰۹  | فیزیک ذرات                                                                 | فرانک کلوز                                      | ۱۳ مه ۲۰۰۴                                                         |                                                                            |
| ۱۱۰  | اختیار                                                                     | Thomas Pink                                     | ۲۴ ژوئن ۲۰۰۴                                                       |                                                                            |
| ۱۱۱  | اسطوره‌شناسی                                                                | Robert A. Segal                                 | ۸ ژوئیه ۲۰۰۴                                                       |                                                                            |
| ۱۱۲  | مصر باستان                                                                 | Ian Shaw                                        | ۲۲ ژوئیه ۲۰۰۴                                                      |                                                                            |
| ۱۱۳  | هیروگلیف مصری                                                              | Penelope Wilson                                 | ۱۲ اوت ۲۰۰۴                                                        | Sacred Signs: Hieroglyphs in Ancient Egypt, ۲۰۰۳                           |
| ۱۱۴  | اخلاق پزشکی                                                                | Tony Hope                                       | ۲۳ سپتامبر ۲۰۰۴                                                    |                                                                            |
| ۱۱۵  | فرانتس کافکا                                                               | Ritchie Robertson                               | ۲۸ اکتبر ۲۰۰۴                                                      |                                                                            |
| ۱۱۶  | آنارشیسم                                                                   | Colin Ward                                      | ۲۱ اکتبر ۲۰۰۴                                                      |                                                                            |
| ۱۱۷  | Ancient warfare                                                            | Harry Sidebottom                                | ۲۵ نوامبر ۲۰۰۴                                                     |                                                                            |
| ۱۱۸  | گرمایش جهانی                                                               | Mark Maslin                                     | ۲۵ نوامبر ۲۰۰۴ ۲۷ نوامبر ۲۰۰۸ (ویرایش دوم) ۲۳ اکتبر ۲۰۱۴ (3rd ed.) | In the 3rd edition the title has changed to تغییر اقلیم                    |
| ۱۱۹  | مسیحیت                                                                     | Linda Woodhead                                  | ۲۵ نوامبر ۲۰۰۴ ۴ سپتامبر ۲۰۱۴ (ویرایش دوم)                         |                                                                            |
| ۱۲۰  | هنر نوگرا                                                                  | David Cottington                                | ۲۴ فوریه ۲۰۰۵                                                      |                                                                            |
| ۱۲۱  | خودآگاهی                                                                   | سوزان بلک‌مور                                    | ۲۴ مارس ۲۰۰۵                                                       |                                                                            |
| ۱۲۲  | میشل فوکو                                                                  | گری گوتینگ                                      | ۲۴ مارس ۲۰۰۵                                                       |                                                                            |
| ۱۲۳  | جنگ داخلی اسپانیا                                                          | Helen Graham                                    | ۲۴ مارس ۲۰۰۵                                                       |                                                                            |
| ۱۲۴  | مارکی دو ساد                                                               | John Phillips                                   | ۲۸ ژوئیه ۲۰۰۵                                                      |                                                                            |
| ۱۲۵  | یورگن هابرماس                                                              | Gordon Finlayson                                | ۲۶ مه ۲۰۰۵                                                         |                                                                            |
| ۱۲۶  | سوسیالیسم                                                                  | Michael Newman                                  | ۲۸ ژوئیه ۲۰۰۵                                                      |                                                                            |
| ۱۲۷  | رؤیاپردازی                                                                 | J. Allan Hobson                                 | ۲۱ آوریل ۲۰۰۵                                                      | Dreaming: An Introduction to the Science of Sleep, ۲۰۰۲                    |
| ۱۲۸  | دایناسورها                                                                 | دیوید بی. نورمن                                 | ۲۸ ژوئیه ۲۰۰۵                                                      |                                                                            |
| ۱۲۹  | رنسانس                                                                     | Geraldine A. Johnson                            | ۲۱ آوریل ۲۰۰۵                                                      |                                                                            |
| ۱۳۰  | Buddhist ethics                                                            | Damien Keown                                    | ۲۳ ژوئن ۲۰۰۵                                                       |                                                                            |
| ۱۳۱  | تراژدی                                                                     | Adrian Poole                                    | ۱۱ اوت ۲۰۰۵                                                        |                                                                            |
| ۱۳۲  | سیک                                                                        | Eleanor Nesbitt                                 | ۲۲ سپتامبر ۲۰۰۵                                                    |                                                                            |
| ۱۳۳  | زمان                                                                       | Leofranc Holford-Strevens                       | ۱۱ اوت ۲۰۰۵                                                        |                                                                            |
| ۱۳۴  | ملی‌گرایی                                                                   | Steven Grosby                                   | ۸ سپتامبر ۲۰۰۵                                                     |                                                                            |
| ۱۳۵  | سازمان تجارت جهانی                                                         | Amrita Narlikar                                 | ۸ سپتامبر ۲۰۰۵                                                     |                                                                            |
| ۱۳۶  | طراحی                                                                      | John Heskett                                    | ۲۳ ژوئن ۲۰۰۵                                                       | Toothpicks and Logos: Design in Everyday Life, ۲۰۰۲                        |
| ۱۳۷  | وایکینگ‌ها                                                                  | Julian D. Richards                              | ۸ سپتامبر ۲۰۰۵                                                     |                                                                            |
| ۱۳۸  | سنگوارهها                                                                  | Keith Thomson                                   | ۱۳ اکتبر ۲۰۰۵                                                      |                                                                            |
| ۱۳۹  | روزنامه‌نگاری                                                               | Ian Hargreaves                                  | ۱۵ سپتامبر ۲۰۰۵ ۲۸ اوت ۲۰۱۴ (ویرایش دوم)                           | Journalism: Truth or Dare?, ۲۰۰۳                                           |
| ۱۴۰  | جنگ‌های صلیبی                                                               | Christopher Tyerman                             | ۱۳ اکتبر ۲۰۰۵                                                      | Fighting for Christendom: Holy War and the Crusades, ۲۰۰۴                  |
| ۱۴۱  | فمینیسم                                                                    | Margaret Walters                                | ۲۷ اکتبر ۲۰۰۵                                                      |                                                                            |
| ۱۴۲  | فرگشت انسان                                                                | Bernard Wood                                    | ۳ نوامبر ۲۰۰۵                                                      |                                                                            |
| ۱۴۳  | طومارهای دریای مرده                                                        | Timothy Lim                                     | ۲۴ نوامبر ۲۰۰۵                                                     |                                                                            |
| ۱۴۴  | مغز                                                                        | Michael O'Shea                                  | ۸ دسامبر ۲۰۰۵                                                      |                                                                            |
| ۱۴۵  | Global Catastrophes                                                        | Bill McGuire                                    | ۲۶ ژانویه ۲۰۰۶ ۲۸ اوت ۲۰۱۴ (ویرایش دوم)                            | A Guide to the End of the World: Everything You Never Wanted to Know, ۲۰۰۲ |
| ۱۴۶  | هنر معاصر                                                                  | Julian Stallabrass                              | ۲۳ مارس ۲۰۰۶                                                       | Art Incorporated: The Story of Contemporary Art, ۲۰۰۴                      |
| ۱۴۷  | دانش نظری حقوق                                                             | Raymond Wacks                                   | ۱۸ مه ۲۰۰۶ ۲۷ فوریه ۲۰۱۴ (ویرایش دوم)                              |                                                                            |
| ۱۴۸  | رنسانس                                                                     | Jerry Brotton                                   | ۲۷ آوریل ۲۰۰۶                                                      | The Renaissance Bazaar: From the Silk Road to Michelangelo, ۲۰۰۲           |
| ۱۴۹  | انگلیکان                                                                   | Mark Chapman                                    | ۲۲ ژوئن ۲۰۰۶                                                       |                                                                            |
| ۱۵۰  | امپراتوری روم                                                              | Christopher Kelly                               | ۲۴ اوت ۲۰۰۶                                                        |                                                                            |
| ۱۵۱  | عکاسی                                                                      | Steven Edwards                                  | ۲۴ اوت ۲۰۰۶                                                        |                                                                            |
| ۱۵۲  | روان‌پزشکی                                                                  | Tom Burns                                       | ۲۱ سپتامبر ۲۰۰۶                                                    |                                                                            |
| ۱۵۳  | اگزیستانسیالیسم                                                            | Thomas Flynn                                    | ۱۲ اکتبر ۲۰۰۶                                                      |                                                                            |
| ۱۵۴  | جنگ جهانی اول                                                              | Michael Howard                                  | ۲۵ ژانویه ۲۰۰۷                                                     | Non-VSI, ۲۰۰۲                                                              |
| ۱۵۵  | بنیادگرایی                                                                 | Malise Ruthven                                  | ۲۵ ژانویه ۲۰۰۷                                                     | Fundamentalism: The Search for Meaning, ۲۰۰۴                               |
| ۱۵۶  | علم اقتصاد                                                                 | Partha Dasgupta                                 | ۲۲ فوریه ۲۰۰۷                                                      |                                                                            |
| ۱۵۷  | مهاجرت انسان                                                               | Khalid Koser                                    | ۲۲ فوریه ۲۰۰۷                                                      |                                                                            |
| ۱۵۸  | آیزاک نیوتن                                                                | Rob Iliffe                                      | ۲۵ ژانویه ۲۰۰۷                                                     |                                                                            |
| ۱۵۹  | خائوس                                                                      | Lenny Smith                                     | ۲۲ فوریه ۲۰۰۷                                                      |                                                                            |
| ۱۶۰  | تاریخ آفریقا                                                               | John Parker, Richard Rathbone                   | ۲۲ مارس ۲۰۰۷                                                       |                                                                            |
| ۱۶۱  | نژادپرستی                                                                  | Ali Rattansi                                    | ۲۲ مارس ۲۰۰۷                                                       |                                                                            |
| ۱۶۲  | کابالا                                                                     | Joseph Dan                                      | ۳۰ اوت ۲۰۰۷                                                        | Non-VSI, ۲۰۰۶                                                              |
| ۱۶۳  | حقوق بشر                                                                   | Andrew Clapham                                  | ۲۸ ژوئن ۲۰۰۷                                                       |                                                                            |
| ۱۶۴  | روابط بین‌الملل                                                             | Paul Wilkinson                                  | ۲۶ ژوئیه ۲۰۰۷                                                      |                                                                            |
| ۱۶۵  | رئیس‌جمهور ایالات متحده آمریکا                                              | Charles O. Jones                                | ۱۱ اکتبر ۲۰۰۷                                                      |                                                                            |
| ۱۶۶  | رکود بزرگ و نیو دیل                                                        | Eric Rauchway                                   | ۲۴ آوریل ۲۰۰۸                                                      |                                                                            |
| ۱۶۷  | اساطیر یونانی                                                              | Helen Morales                                   | ۲۳ اوت ۲۰۰۷                                                        |                                                                            |
| ۱۶۸  | عهد جدید                                                                   | Kyle Keefer                                     | ۲۷ نوامبر ۲۰۰۸                                                     |                                                                            |
| ۱۶۹  | فهرست حزب‌ها در ایالات متحده آمریکا و نظام انتخاباتی در ایالات متحده آمریکا | L. Sandy Maisel                                 | ۲۷ سپتامبر ۲۰۰۷                                                    |                                                                            |
| ۱۷۰  | Bestsellers                                                                | John Sutherland                                 | ۲۵ اکتبر ۲۰۰۷                                                      |                                                                            |
| ۱۷۱  | ژئوپلیتیک                                                                  | Klaus Dodds                                     | ۲۵ اکتبر ۲۰۰۷ ۲۶ ژوئن ۲۰۱۴ (ویرایش دوم)                            |                                                                            |
| ۱۷۲  | یهودستیزی                                                                  | Steven Beller                                   | ۲۲ نوامبر ۲۰۰۷                                                     |                                                                            |
| ۱۷۳  | نظریه بازی‌ها                                                               | Ken Binmore                                     | ۲۵ اکتبر ۲۰۰۷                                                      |                                                                            |
| ۱۷۴  | ایدز                                                                       | Alan Whiteside                                  | ۲۴ ژانویه ۲۰۰۸                                                     |                                                                            |
| ۱۷۵  | فیلم مستند                                                                 | Patricia Aufderheide                            | ۲۴ ژانویه ۲۰۰۸                                                     |                                                                            |
| ۱۷۶  | چین باستان                                                                 | Rana Mitter                                     | ۲۸ فوریه ۲۰۰۸                                                      |                                                                            |
| ۱۷۷  | کواکرها                                                                    | Pink Dandelion                                  | ۲۸ فوریه ۲۰۰۸                                                      |                                                                            |
| ۱۷۸  | German Literature                                                          | Nicholas Boyle                                  | ۲۸ فوریه ۲۰۰۸                                                      |                                                                            |
| ۱۷۹  | جنگ‌افزار هسته‌ای                                                            | Joseph M. Siracusa                              | ۲۰ مارس ۲۰۰۸                                                       |                                                                            |
| ۱۸۰  | حقوق                                                                       | Raymond Wacks                                   | ۲۷ مارس ۲۰۰۸                                                       |                                                                            |
| ۱۸۱  | عهد عتیق                                                                   | Michael Coogan                                  | ۲۲ مه ۲۰۰۸                                                         |                                                                            |
| ۱۸۲  | کهکشان                                                                     | جان گریبین                                      | ۲۷ مارس ۲۰۰۸                                                       |                                                                            |
| ۱۸۳  | مورمونیسم                                                                  | Richard Bushman                                 | ۲۶ ژوئن ۲۰۰۸                                                       |                                                                            |
| ۱۸۴  | دین در ایالات متحده آمریکا                                                 | Timothy Beal                                    | ۲۵ سپتامبر ۲۰۰۸                                                    |                                                                            |
| ۱۸۵  | جغرافیا                                                                    | John A. Matthews, David T. Herbert              | ۲۲ مه ۲۰۰۸                                                         |                                                                            |
| ۱۸۶  | The Meaning of Life                                                        | تری ایگلتون                                     | ۲۴ آوریل ۲۰۰۸                                                      | Non-VSI, ۲۰۰۷                                                              |
| ۱۸۷  | تمایل جنسی در انسان                                                        | Veronique Mottier                               | ۲۴ آوریل ۲۰۰۸                                                      |                                                                            |
| ۱۸۸  | نلسون ماندلا                                                               | Elleke Boehmer                                  | ۱۷ ژوئیه ۲۰۰۸                                                      |                                                                            |
| ۱۸۹  | Science and Religion                                                       | Thomas Dixon                                    | ۲۴ ژوئیه ۲۰۰۸                                                      |                                                                            |
| ۱۹۰  | نظریه نسبیت                                                                | Russell Stannard                                | ۲۴ ژوئیه ۲۰۰۸                                                      |                                                                            |
| ۱۹۱  | تاریخ پزشکی                                                                | William Bynum                                   | ۳۱ ژوئیه ۲۰۰۸                                                      |                                                                            |
| ۱۹۲  | شهروندی                                                                    | Richard Bellamy                                 | ۲۵ سپتامبر ۲۰۰۸                                                    |                                                                            |
| ۱۹۳  | The History of Life                                                        | مایکل بنتون                                     | ۲۷ نوامبر ۲۰۰۸                                                     |                                                                            |
| ۱۹۴  | حافظه                                                                      | Jonathan K. Foster                              | ۶ نوامبر ۲۰۰۸                                                      |                                                                            |
| ۱۹۵  | درخودماندگی                                                                | اوتا فریث                                       | ۲۳ اکتبر ۲۰۰۸                                                      |                                                                            |
| ۱۹۶  | آمار                                                                       | David J. Hand                                   | ۲۳ اکتبر ۲۰۰۸                                                      |                                                                            |
| ۱۹۷  | اسکاتلند                                                                   | Rab Houston                                     | ۲۷ نوامبر ۲۰۰۸                                                     |                                                                            |
| ۱۹۸  | کاتولیسیزم                                                                 | Gerald O'Collins                                | ۲۷ نوامبر ۲۰۰۸                                                     |                                                                            |
| ۱۹۹  | سازمان ملل متحد                                                            | Jussi M. Hanhimäki                              | ۳۰ اکتبر ۲۰۰۸                                                      |                                                                            |
| ۲۰۰  | آزادی بیان                                                                 | نایجل واربرتون                                  | ۲۶ فوریه ۲۰۰۹                                                      |                                                                            |
| ۲۰۱  | The Apocryphal Gospels                                                     | Paul Foster                                     | ۲۶ فوریه ۲۰۰۹                                                      |                                                                            |
| ۲۰۲  | تاریخ ژاپن                                                                 | Christopher Goto-Jones                          | ۲۳ آوریل ۲۰۰۹                                                      |                                                                            |
| ۲۰۳  | آبراهام لینکلن                                                             | Allen C. Guelzo                                 | ۲۶ فوریه ۲۰۰۹                                                      |                                                                            |
| ۲۰۴  | ابررسانایی                                                                 | Stephen J. Blundell                             | ۲۸ مه ۲۰۰۹                                                         |                                                                            |
| ۲۰۵  | هیچ                                                                        | فرانک کلوز                                      | ۲۵ ژوئن ۲۰۰۹                                                       | The Void, ۲۰۰۷                                                             |
| ۲۰۶  | زندگی‌نامه                                                                  | Hermione Lee                                    | ۹ ژوئیه ۲۰۰۹                                                       |                                                                            |
| ۲۰۷  | اتحاد جماهیر سوسیالیستی شوروی                                              | Stephen Lovell                                  | ۲۳ ژوئیه ۲۰۰۹                                                      |                                                                            |
| ۲۰۸  | نوشتن و خط                                                                 | Andrew Robinson                                 | ۲۷ اوت ۲۰۰۹                                                        |                                                                            |
| ۲۰۹  | کمونیسم                                                                    | Leslie Holmes                                   | ۲۷ اوت ۲۰۰۹                                                        |                                                                            |
| ۲۱۰  | مد                                                                         | Rebecca Arnold                                  | ۲۲ اکتبر ۲۰۰۹                                                      |                                                                            |
| ۲۱۱  | Forensic science                                                           | Jim Fraser                                      | ۲۵ فوریه ۲۰۱۰                                                      |                                                                            |
| ۲۱۲  | پیوریتن‌هاism                                                               | Francis J. Bremer                               | ۲۴ سپتامبر ۲۰۰۹                                                    |                                                                            |
| ۲۱۳  | اصلاحات پروتستانی                                                          | Peter Marshall                                  | ۲۲ اکتبر ۲۰۰۹                                                      |                                                                            |
| ۲۱۴  | تامس آکویناس                                                               | Fergus Kerr                                     | ۵ نوامبر ۲۰۰۹                                                      |                                                                            |
| ۲۱۵  | بیابانها                                                                   | Nick Middleton                                  | ۲۶ نوامبر ۲۰۰۹                                                     |                                                                            |
| ۲۱۶  | Norman Conquest                                                            | George Garnett                                  | ۲۶ نوامبر ۲۰۰۹                                                     |                                                                            |
| ۲۱۷  | Biblical archaeology                                                       | Eric H. Cline                                   | ۲۶ نوامبر ۲۰۰۹                                                     |                                                                            |
| ۲۱۸  | The Reagan revolution                                                      | Gil Troy                                        | ۳ دسامبر ۲۰۰۹                                                      |                                                                            |
| ۲۱۹  | کتاب مورمون                                                                | Terryl Givens                                   | ۲۱ ژانویه ۲۰۱۰                                                     |                                                                            |
| ۲۲۰  | تاریخ اسلام                                                                | Adam J. Silverstein                             | ۲۱ ژانویه ۲۰۱۰                                                     |                                                                            |
| ۲۲۱  | حریم خصوصی                                                                 | Raymond Wacks                                   | ۲۱ ژانویه ۲۰۱۰ ۲۶ مارس ۲۰۱۵ (ویرایش دوم)                           |                                                                            |
| ۲۲۲  | نولیبرالیسم                                                                | Manfred Steger, Ravi K. Roy                     | ۲۱ ژانویه ۲۰۱۰                                                     |                                                                            |
| ۲۲۳  | ترقی‌خواهی                                                                  | Walter Nugent                                   | ۲۵ فوریه ۲۰۱۰                                                      |                                                                            |
| ۲۲۴  | همه‌گیرشناسی                                                                | Rodolfo Saracci                                 | ۲۵ فوریه ۲۰۱۰                                                      |                                                                            |
| ۲۲۵  | اطلاعات                                                                    | لوچانو فلوریدی                                  | ۲۵ فوریه ۲۰۱۰                                                      |                                                                            |
| ۲۲۶  | قوانین ترمودینامیک                                                         | پیتر اتکینز                                     | ۲۵ مارس ۲۰۱۰                                                       | Four Laws That Drive the Universe, ۲۰۰۷                                    |
| ۲۲۷  | نوآوری                                                                     | Mark Dodgson, David Gann                        | ۲۵ مارس ۲۰۱۰                                                       |                                                                            |
| ۲۲۸  | افسونگری                                                                   | Malcolm Gaskill                                 | ۲۵ مارس ۲۰۱۰                                                       |                                                                            |
| ۲۲۹  | عهد جدید                                                                   | Luke Timothy Johnson                            | ۲۲ آوریل ۲۰۱۰                                                      |                                                                            |
| ۲۳۰  | تاریخ ادبیات فرانسه                                                        | John D. Lyons                                   | ۲۲ آوریل ۲۰۱۰                                                      |                                                                            |
| ۲۳۱  | موسیقی فیلم                                                                | Kathryn Kalinak                                 | ۲۷ مه ۲۰۱۰                                                         |                                                                            |
| ۲۳۲  | دروید                                                                      | Barry Cunliffe                                  | ۲۷ مه ۲۰۱۰                                                         |                                                                            |
| ۲۳۳  | German philosophy                                                          | Andrew Bowie                                    | ۲۷ مه ۲۰۱۰                                                         |                                                                            |
| ۲۳۴  | تبلیغات                                                                    | Winston Fletcher                                | ۲۴ ژوئن ۲۰۱۰                                                       |                                                                            |
| ۲۳۵  | روان‌شناسی جنایی                                                            | David Canter                                    | ۱۷ ژوئن ۲۰۱۰                                                       |                                                                            |
| ۲۳۶  | نوگرایی                                                                    | Christopher Butler                              | ۲۹ ژوئیه ۲۰۱۰                                                      |                                                                            |
| ۲۳۷  | رهبری                                                                      | Keith Grint                                     | ۲۹ ژوئیه ۲۰۱۰                                                      |                                                                            |
| ۲۳۸  | Christian ethics                                                           | D. Stephen Long                                 | ۲۹ ژوئیه ۲۰۱۰                                                      |                                                                            |
| ۲۳۹  | الکسی دو توکویل                                                            | هاروی منزفیلد                                   | ۲۴ ژوئن ۲۰۱۰                                                       |                                                                            |
| ۲۴۰  | چشم‌اندازها و ژئومورفولوژی                                                  | Andrew Goudie, Heather Viles                    | ۲۶ اوت ۲۰۱۰                                                        |                                                                            |
| ۲۴۱  | ادبیات اسپانیایی                                                           | Jo Labanyi                                      | ۲۶ اوت ۲۰۱۰                                                        |                                                                            |
| ۲۴۲  | دیپلماسی                                                                   | Joseph M. Siracusa                              | ۲۶ اوت ۲۰۱۰                                                        |                                                                            |
| ۲۴۳  | سرخ‌پوست                                                                    | Theda Perdue, Michael D. Green                  | ۲۶ اوت ۲۰۱۰                                                        |                                                                            |
| ۲۴۴  | کنگره ایالات متحده آمریکا                                                  | Donald Ritchie                                  | ۱۰ ژوئن ۲۰۱۰                                                       |                                                                            |
| ۲۴۵  | رمانتیسم                                                                   | Michael Ferber                                  | ۲۳ سپتامبر ۲۰۱۰                                                    |                                                                            |
| ۲۴۶  | آرمان‌شهر                                                                   | Lyman Tower Sargent                             | ۲۳ سپتامبر ۲۰۱۰                                                    |                                                                            |
| ۲۴۷  | موسیقی بلوز                                                                | Elijah Wald                                     | ۲۴ ژوئن ۲۰۱۰                                                       |                                                                            |
| ۲۴۸  | جان مینارد کینز                                                            | Robert Skidelsky                                | ۷ اکتبر ۲۰۱۰                                                       |                                                                            |
| ۲۴۹  | ادبیات انگلیسی                                                             | Jonathan Bate                                   | ۷ اکتبر ۲۰۱۰                                                       |                                                                            |
| ۲۵۰  | ندانم‌گرایی                                                                 | Robin LePoidevin                                | ۲۸ اکتبر ۲۰۱۰                                                      |                                                                            |
| ۲۵۱  | نخبه‌سالاری                                                                 | William Doyle                                   | ۲۵ نوامبر ۲۰۱۰                                                     |                                                                            |
| ۲۵۲  | مارتین لوتر                                                                | Scott H. Hendrix                                | ۲۱ اکتبر ۲۰۱۰                                                      |                                                                            |
| ۲۵۳  | مایکل فارادی                                                               | Frank A.J.L. James                              | ۲۵ نوامبر ۲۰۱۰                                                     |                                                                            |
| ۲۵۴  | سیارهها                                                                    | David A. Rothery                                | ۲۵ نوامبر ۲۰۱۰                                                     |                                                                            |
| ۲۵۵  | پنتاکوستالیسم                                                              | William K. Kay                                  | ۲۷ ژانویه ۲۰۱۱                                                     |                                                                            |
| ۲۵۶  | انسان‌گرایی                                                                 | Stephen Law                                     | ۲۷ ژانویه ۲۰۱۱                                                     |                                                                            |
| ۲۵۷  | Folk Music                                                                 | Mark Slobin                                     | ۲۴ فوریه ۲۰۱۱                                                      |                                                                            |
| ۲۵۸  | دوران باستان متأخر                                                         | Gillian Clark                                   | ۲۴ فوریه ۲۰۱۱                                                      |                                                                            |
| ۲۵۹  | نابغه                                                                      | Andrew Robinson                                 | ۲۴ فوریه ۲۰۱۱                                                      |                                                                            |
| ۲۶۰  | عددها                                                                      | Peter M. Higgins                                | ۲۴ فوریه ۲۰۱۱                                                      |                                                                            |
| ۲۶۱  | محمد                                                                       | Jonathan A.C. Brown                             | ۲۴ مارس ۲۰۱۱                                                       |                                                                            |
| ۲۶۲  | زیبایی                                                                     | راجر اسکروتن                                    | ۲۴ مارس ۲۰۱۱                                                       | Non-VSI, ۲۰۰۹                                                              |
| ۲۶۳  | نظریه انتقادی                                                              | Stephen Eric Bronner                            | ۵ مه ۲۰۱۱                                                          |                                                                            |
| ۲۶۴  | سازمانها                                                                   | Mary Jo Hatch                                   | ۲۴ مارس ۲۰۱۱                                                       |                                                                            |
| ۲۶۵  | Early Music                                                                | Thomas Forrest Kelly                            | ۹ ژوئن ۲۰۱۱                                                        |                                                                            |
| ۲۶۶  | انقلاب علمی                                                                | Lawrence M. Principe                            | ۲۸ آوریل ۲۰۱۱                                                      |                                                                            |
| ۲۶۷  | سرطان                                                                      | Nick James                                      | ۲۶ مه ۲۰۱۱                                                         |                                                                            |
| ۲۶۸  | انرژی اتمی                                                                 | Maxwell Irvine                                  | ۲۶ مه ۲۰۱۱                                                         |                                                                            |
| ۲۶۹  | پاگانیسم                                                                   | Owen Davies                                     | ۲۶ مه ۲۰۱۱                                                         |                                                                            |
| ۲۷۰  | ریسک                                                                       | Baruch Fischhoff, John Kadvany                  | ۲۶ مه ۲۰۱۱                                                         |                                                                            |
| ۲۷۱  | علمی–تخیلی                                                                 | David Seed                                      | ۲۳ ژوئن ۲۰۱۱                                                       |                                                                            |
| ۲۷۲  | هرودوت                                                                     | Jennifer T. Roberts                             | ۲۳ ژوئن ۲۰۱۱                                                       |                                                                            |
| ۲۷۳  | وجدان                                                                      | Paul Strohm                                     | ۲۳ ژوئن ۲۰۱۱                                                       |                                                                            |
| ۲۷۴  | مهاجرت به ایالات متحده آمریکا                                              | David A. Gerber                                 | ۲۳ ژوئن ۲۰۱۱                                                       |                                                                            |
| ۲۷۵  | عیسی                                                                       | Richard Bauckham                                | ۲۸ ژوئیه ۲۰۱۱                                                      |                                                                            |
| ۲۷۶  | ویروسها                                                                    | Dorothy H. Crawford                             | ۲۸ ژوئیه ۲۰۱۱                                                      |                                                                            |
| ۲۷۷  | پروتستانتیسم                                                               | Mark A. Noll                                    | ۲۵ اوت ۲۰۱۱                                                        |                                                                            |
| ۲۷۸  | ژاک دریدا                                                                  | Simon Glendinning                               | ۲۵ اوت ۲۰۱۱                                                        |                                                                            |
| ۲۷۹  | دیوانه                                                                     | Andrew T. Scull                                 | ۲۵ اوت ۲۰۱۱                                                        |                                                                            |
| ۲۸۰  | زیست‌شناسی رشد                                                              | Lewis Wolpert                                   | ۲۵ اوت ۲۰۱۱                                                        |                                                                            |
| ۲۸۱  | فرهنگ لغت                                                                  | Lynda Mugglestone                               | ۱۸ اوت ۲۰۱۱                                                        |                                                                            |
| ۲۸۲  | Global Economic History                                                    | Robert C. Allen                                 | ۱۵ سپتامبر ۲۰۱۱                                                    |                                                                            |
| ۲۸۳  | چندگانگی فرهنگی                                                            | Ali Rattansi                                    | ۲۲ سپتامبر ۲۰۱۱                                                    |                                                                            |
| ۲۸۴  | اقتصاد محیط زیست                                                           | Stephen Smith                                   | ۲۲ سپتامبر ۲۰۱۱                                                    |                                                                            |
| ۲۸۵  | یاخته                                                                      | Terence Allen, Graham Cowling                   | ۲۹ سپتامبر ۲۰۱۱                                                    |                                                                            |
| ۲۸۶  | یونان باستان                                                               | Paul Cartledge                                  | ۲۷ اکتبر ۲۰۱۱                                                      |                                                                            |
| ۲۸۷  | فرشته‌ها                                                                    | David Albert Jones                              | ۲۷ اکتبر ۲۰۱۱                                                      |                                                                            |
| ۲۸۸  | ادبیات کودک و نوجوان                                                       | Kimberley Reynolds                              | ۶ اکتبر ۲۰۱۱                                                       |                                                                            |
| ۲۸۹  | جدول تناوبی                                                                | Eric R. Scerri                                  | ۲۷ اکتبر ۲۰۱۱                                                      |                                                                            |
| ۲۹۰  | فرانسه در دوران مدرن                                                       | Vanessa R. Schwartz                             | ۲۷ اکتبر ۲۰۱۱                                                      |                                                                            |
| ۲۹۱  | واقعیت                                                                     | Jan Westerhoff                                  | ۲۴ نوامبر ۲۰۱۱                                                     |                                                                            |
| ۲۹۲  | رایانه                                                                     | Darrel Ince                                     | ۲۴ نوامبر ۲۰۱۱                                                     |                                                                            |
| ۲۹۳  | جانوران                                                                    | Peter Holland                                   | ۲۴ نوامبر ۲۰۱۱                                                     |                                                                            |
| ۲۹۴  | Colonial Latin American Literature                                         | Rolena Adorno                                   | ۲۴ نوامبر ۲۰۱۱                                                     |                                                                            |
| ۲۹۵  | خواب                                                                       | Steven W. Lockley, Russell G. Foster            | ۲۲ مارس ۲۰۱۲                                                       |                                                                            |
| ۲۹۶  | آزتک‌ها                                                                     | David Carrasco                                  | ۲۶ ژانویه ۲۰۱۲                                                     |                                                                            |
| ۲۹۷  | انقلاب فرهنگی چین                                                          | Richard Curt Kraus                              | ۲۶ ژانویه ۲۰۱۲                                                     |                                                                            |
| ۲۹۸  | Modern Latin American Literature                                           | Roberto González Echevarría                     | ۲۶ ژانویه ۲۰۱۲                                                     |                                                                            |
| ۲۹۹  | جادو                                                                       | Owen Davies                                     | ۲۶ ژانویه ۲۰۱۲                                                     |                                                                            |
| ۳۰۰  | فیلم                                                                       | Michael Wood                                    | ۲۶ ژانویه ۲۰۱۲                                                     |                                                                            |
| ۳۰۱  | کنکیستادور                                                                 | Matthew Restall, Felipe Fernández-Armesto       | ۲۳ فوریه ۲۰۱۲                                                      |                                                                            |
| ۳۰۲  | ادبیات چین                                                                 | Sabina Knight                                   | ۲۳ فوریه ۲۰۱۲                                                      |                                                                            |
| ۳۰۳  | یاخته‌های بنیادی                                                            | Jonathan Slack                                  | ۲۳ فوریه ۲۰۱۲                                                      |                                                                            |
| ۳۰۴  | ادبیات ایتالیا                                                             | Peter Hainsworth, David Robey                   | ۲۳ فوریه ۲۰۱۲                                                      |                                                                            |
| ۳۰۵  | تاریخ ریاضیات                                                              | Jacqueline Stedall                              | ۲۳ فوریه ۲۰۱۲                                                      |                                                                            |
| ۳۰۶  | دیوان عالی ایالات متحده آمریکا                                             | Linda Greenhouse                                | ۲۲ مارس ۲۰۱۲                                                       |                                                                            |
| ۳۰۷  | طاعون                                                                      | Paul Slack                                      | ۲۲ مارس ۲۰۱۲                                                       |                                                                            |
| ۳۰۸  | تاریخ روسیه                                                                | Geoffrey Hosking                                | ۲۹ مارس ۲۰۱۲                                                       |                                                                            |
| ۳۰۹  | مهندسی                                                                     | David Blockley                                  | ۲۲ مارس ۲۰۱۲                                                       |                                                                            |
| ۳۱۰  | احتمالات                                                                   | John Haigh                                      | ۲۶ آوریل ۲۰۱۲                                                      |                                                                            |
| ۳۱۱  | رودها                                                                      | Nick Middleton                                  | ۲۶ آوریل ۲۰۱۲                                                      |                                                                            |
| ۳۱۲  | گیاه‌ها                                                                     | Timothy Walker                                  | ۲۶ آوریل ۲۰۱۲                                                      |                                                                            |
| ۳۱۳  | بی‌هوشی                                                                     | Aidan O'Donnell                                 | ۲۶ آوریل ۲۰۱۲                                                      |                                                                            |
| ۳۱۴  | مغول                                                                       | Morris Rossabi                                  | ۲۶ آوریل ۲۰۱۲                                                      |                                                                            |
| ۳۱۵  | نیروی پلید                                                                 | Darren Oldridge                                 | ۳۱ مه ۲۰۱۲                                                         |                                                                            |
| ۳۱۶  | عینی‌گرایی                                                                  | Stephen Gaukroger                               | ۲۴ مه ۲۰۱۲                                                         |                                                                            |
| ۳۱۷  | مغناطیس                                                                    | Stephen J. Blundell                             | ۲۸ ژوئن ۲۰۱۲                                                       |                                                                            |
| ۳۱۸  | اضطراب                                                                     | Daniel Freeman, Jason Freeman                   | ۳۱ مه ۲۰۱۲                                                         |                                                                            |
| ۳۱۹  | استرالیا                                                                   | Kenneth Morgan                                  | ۳۱ مه ۲۰۱۲                                                         |                                                                            |
| ۳۲۰  | زبان‌ها                                                                     | Stephen Anderson                                | ۲۸ ژوئن ۲۰۱۲                                                       |                                                                            |
| ۳۲۱  | منشور کبیر                                                                 | Nicholas Vincent                                | ۲۸ ژوئن ۲۰۱۲                                                       |                                                                            |
| ۳۲۲  | ستارهها                                                                    | Andrew King                                     | ۲۶ ژوئیه ۲۰۱۲                                                      |                                                                            |
| ۳۲۳  | سرزمین جنوبی                                                               | Klaus Dodds                                     | ۲۶ ژوئیه ۲۰۱۲                                                      |                                                                            |
| ۳۲۴  | Radioactivity                                                              | Claudio Tuniz                                   | ۲۶ ژوئیه ۲۰۱۲                                                      |                                                                            |
| ۳۲۵  | Trust                                                                      | Katherine Hawley                                | ۲۳ اوت ۲۰۱۲                                                        |                                                                            |
| ۳۲۶  | متافیزیک                                                                   | Stephen Mumford                                 | ۳۰ اوت ۲۰۱۲                                                        |                                                                            |
| ۳۲۷  | جمهوری روم                                                                 | David M. Gwynn                                  | ۳۰ اوت ۲۰۱۲                                                        |                                                                            |
| ۳۲۸  | مرزها                                                                      | Alexander C. Diener, Joshua Hagen               | ۲۷ سپتامبر ۲۰۱۲                                                    |                                                                            |
| ۳۲۹  | The Gothic                                                                 | Nick Groom                                      | ۲۷ سپتامبر ۲۰۱۲                                                    |                                                                            |
| ۳۳۰  | مهندسی رباتیک                                                              | Alan Winfield                                   | ۲۷ سپتامبر ۲۰۱۲                                                    |                                                                            |
| ۳۳۱  | مهندسی عمران                                                               | David Muir Wood                                 | ۲۷ سپتامبر ۲۰۱۲                                                    |                                                                            |
| ۳۳۲  | ارکستر                                                                     | D. Kern Holoman                                 | ۲۵ اکتبر ۲۰۱۲                                                      |                                                                            |
| ۳۳۳  | حکمرانی                                                                    | Mark Bevir                                      | ۲۵ اکتبر ۲۰۱۲                                                      |                                                                            |
| ۳۳۴  | تاریخ ایالات متحده آمریکا                                                  | Paul S. Boyer                                   | ۹ اوت ۲۰۱۲                                                         |                                                                            |
| ۳۳۵  | Networks                                                                   | Guido Caldarelli, Michele Catanzaro             | ۲۵ اکتبر ۲۰۱۲                                                      |                                                                            |
| ۳۳۶  | معنویت                                                                     | Philip Sheldrake                                | ۲۹ نوامبر ۲۰۱۲                                                     |                                                                            |
| ۳۳۷  | استخدام                                                                    | Stephen Fineman                                 | ۲۹ نوامبر ۲۰۱۲                                                     |                                                                            |
| ۳۳۸  | شهیدdom                                                                    | Jolyon Mitchell                                 | ۲۹ نوامبر ۲۰۱۲                                                     |                                                                            |
| ۳۳۹  | Colonial America                                                           | Alan Taylor                                     | ۲۹ نوامبر ۲۰۱۲                                                     |                                                                            |
| ۳۴۰  | جنبش راستافار                                                              | Ennis B. Edmonds                                | ۲۰ دسامبر ۲۰۱۲                                                     |                                                                            |
| ۳۴۱  | کمدی                                                                       | Matthew Bevis                                   | ۲۰ دسامبر ۲۰۱۲                                                     |                                                                            |
| ۳۴۲  | پیشرو                                                                      | David Cottington                                | ۳۱ ژانویه ۲۰۱۳                                                     |                                                                            |
| ۳۴۳  | اندیشه                                                                     | Tim Bayne                                       | ۳۱ ژانویه ۲۰۱۳                                                     |                                                                            |
| ۳۴۴  | جنگ‌های ناپلئونی                                                            | Mike Rapport                                    | ۳۱ ژانویه ۲۰۱۳                                                     |                                                                            |
| ۳۴۵  | حقوق پزشکی                                                                 | Charles Foster                                  | ۲۸ فوریه ۲۰۱۳                                                      |                                                                            |
| ۳۴۶  | بلاغت                                                                      | Richard Toye                                    | ۲۸ مارس ۲۰۱۳                                                       |                                                                            |
| ۳۴۷  | آموزش و پرورش                                                              | Gary Thomas                                     | ۲۸ مارس ۲۰۱۳                                                       |                                                                            |
| ۳۴۸  | مائو تسه‌تونگ                                                               | Delia Davin                                     | ۲۵ آوریل ۲۰۱۳                                                      |                                                                            |
| ۳۴۹  | The British Constitution                                                   | Martin Loughlin                                 | ۲۵ آوریل ۲۰۱۳                                                      |                                                                            |
| ۳۵۰  | سیاست ایالات متحده آمریکا                                                  | Richard M. Valelly                              | ۲۸ مارس ۲۰۱۳                                                       |                                                                            |
| ۳۵۱  | جاده ابریشم                                                                | James A. Millward                               | ۲۶ آوریل ۲۰۱۳                                                      |                                                                            |
| ۳۵۲  | باکتری                                                                     | Sebastian G. B. Amyes                           | ۳۰ مه ۲۰۱۳                                                         |                                                                            |
| ۳۵۳  | تقارن                                                                      | Ian Stewart                                     | ۳۰ مه ۲۰۱۳                                                         |                                                                            |
| ۳۵۴  | زیست‌شناسی دریایی                                                           | Philip V. Mladenov                              | ۲۶ سپتامبر ۲۰۱۳                                                    |                                                                            |
| ۳۵۵  | امپراتوری بریتانیا                                                         | Ashley Jackson                                  | ۳۰ مه ۲۰۱۳                                                         |                                                                            |
| ۳۵۶  | جنگ تروآ                                                                   | Eric H. Cline                                   | ۳۰ مه ۲۰۱۳                                                         |                                                                            |
| ۳۵۷  | رابرت مالتوس                                                               | Donald Winch                                    | ۲۷ ژوئن ۲۰۱۳                                                       |                                                                            |
| ۳۵۸  | اقلیم                                                                      | Mark Maslin                                     | ۲۷ ژوئن ۲۰۱۳                                                       |                                                                            |
| ۳۵۹  | The Palestinian-Israeli Conflict                                           | Martin Bunton                                   | ۲۹ اوت ۲۰۱۳                                                        |                                                                            |
| ۳۶۰  | خوشحالی                                                                    | Daniel M. Haybron                               | ۲۹ اوت ۲۰۱۳                                                        |                                                                            |
| ۳۶۱  | جوامع دور از وطن                                                           | Kevin Kenny                                     | ۲۵ ژوئیه ۲۰۱۳                                                      |                                                                            |
| ۳۶۲  | Contemporary Fiction                                                       | Robert Eaglestone                               | ۲۵ ژوئیه ۲۰۱۳                                                      |                                                                            |
| ۳۶۳  | Modern War                                                                 | Richard English                                 | ۲۵ ژوئیه ۲۰۱۳                                                      |                                                                            |
| ۳۶۴  | نسل بیت                                                                    | David Sterritt                                  | ۲۵ ژوئیه ۲۰۱۳                                                      |                                                                            |
| ۳۶۵  | زبان‌شناسی اجتماعی                                                          | John Edwards                                    | ۲۵ ژوئیه ۲۰۱۳                                                      |                                                                            |
| ۳۶۶  | خوراک                                                                      | John Krebs                                      | ۲۶ سپتامبر ۲۰۱۳                                                    |                                                                            |
| ۳۶۷  | خود متشابهها                                                               | Kenneth Falconer                                | ۲۶ سپتامبر ۲۰۱۳                                                    |                                                                            |
| ۳۶۸  | مدیریت                                                                     | John Hendry                                     | ۲۴ اکتبر ۲۰۱۳                                                      |                                                                            |
| ۳۶۹  | امنیت بین‌الملل                                                             | Christopher S. Browning                         | ۲۴ اکتبر ۲۰۱۳                                                      |                                                                            |
| ۳۷۰  | اخترزیست‌شناسی                                                              | David C. Catling                                | ۲۴ اکتبر ۲۰۱۳                                                      |                                                                            |
| ۳۷۱  | علیت                                                                       | Stephen Mumford, Rani Lill Anjum                | ۲۸ نوامبر ۲۰۱۳                                                     |                                                                            |
| ۳۷۲  | کارآفرینی                                                                  | Paul Westhead, Mike Wright                      | ۲۸ نوامبر ۲۰۱۳                                                     |                                                                            |
| ۳۷۳  | بودیسم تبتی                                                                | Matthew T. Kapstein                             | ۲۴ اکتبر ۲۰۱۳                                                      |                                                                            |
| ۳۷۴  | The Ancient Near East                                                      | Amanda H. Podany                                | ۲۶ دسامبر ۲۰۱۳                                                     |                                                                            |
| ۳۷۵  | حقوق ایالات متحده آمریکا                                                   | G. Edward White                                 | ۲۸ نوامبر ۲۰۱۳                                                     |                                                                            |
| ۳۷۶  | موسیقی‌شناسی قومی                                                           | Timothy Rice                                    | ۲۳ ژانویه ۲۰۱۴                                                     |                                                                            |
| ۳۷۷  | African Religions                                                          | Jacob K. Olupona                                | ۱۳ مارس ۲۰۱۴                                                       |                                                                            |
| ۳۷۸  | شوخی                                                                       | نوئل کرول                                       | ۲۳ ژانویه ۲۰۱۴                                                     |                                                                            |
| ۳۷۹  | حقوق خانواده                                                               | Jonathan Herring                                | ۲۷ فوریه ۲۰۱۴                                                      |                                                                            |
| ۳۸۰  | آخرین عصر یخبندان                                                          | Jamie Woodward                                  | ۳۰ ژانویه ۲۰۱۴                                                     |                                                                            |
| ۳۸۱  | انقلابها                                                                   | جک ای. گلدستون                                  | ۲۶ دسامبر ۲۰۱۳                                                     |                                                                            |
| ۳۸۲  | مطالعات کلاسیک                                                             | William Allan                                   | ۲۷ مارس ۲۰۱۴                                                       |                                                                            |
| ۳۸۳  | حسابداری                                                                   | Christopher Nobes                               | ۲۷ مارس ۲۰۱۴                                                       |                                                                            |
| ۳۸۴  | دندان                                                                      | Peter S. Ungar                                  | ۲۷ مارس ۲۰۱۴                                                       |                                                                            |
| ۳۸۵  | شیمی‌فیزیک                                                                  | پیتر اتکینز                                     | ۲۴ آوریل ۲۰۱۴                                                      |                                                                            |
| ۳۸۶  | اقتصاد خرد                                                                 | Avinash Dixit                                   | ۲۴ آوریل ۲۰۱۴                                                      |                                                                            |
| ۳۸۷  | معماری منظر                                                                | Ian Thompson                                    | ۲۹ مه ۲۰۱۴                                                         |                                                                            |
| ۳۸۸  | چشم                                                                        | Michael F. Land                                 | ۲۹ مه ۲۰۱۴                                                         |                                                                            |
| ۳۸۹  | اتروسک                                                                     | Christopher Smith                               | ۲۹ مه ۲۰۱۴                                                         |                                                                            |
| ۳۹۰  | تغذیه                                                                      | David Bender                                    | ۲۶ ژوئن ۲۰۱۴                                                       |                                                                            |
| ۳۹۱  | آب‌سنگ‌های مرجانی                                                            | Charles Sheppard                                | ۲۶ ژوئن ۲۰۱۴                                                       |                                                                            |
| ۳۹۲  | پیچیدگی                                                                    | جان هنری هلند                                   | ۲۴ ژوئیه ۲۰۱۴                                                      |                                                                            |
| ۳۹۳  | اسکندر                                                                     | Hugh Bowden                                     | ۲۴ ژوئیه ۲۰۱۴                                                      |                                                                            |
| ۳۹۴  | هورمونها                                                                   | Martin Luck                                     | ۲۴ ژوئیه ۲۰۱۴                                                      |                                                                            |
| ۳۹۵  | کنفسیوس‌گرایی                                                               | Daniel K. Gardner                               | ۲۶ ژوئن ۲۰۱۴                                                       |                                                                            |
| ۳۹۶  | برده‌داری                                                                   | Heather Andrea Williams                         | ۲۵ سپتامبر ۲۰۱۴                                                    |                                                                            |
| ۳۹۷  | African American Religion                                                  | Eddie S. Glaude Jr.                             | ۲۸ اوت ۲۰۱۴                                                        |                                                                            |
| ۳۹۸  | خدا                                                                        | John Bowker                                     | ۲۵ سپتامبر ۲۰۱۴                                                    |                                                                            |
| ۳۹۹  | ژنها                                                                       | Jonathan Slack                                  | ۲۵ سپتامبر ۲۰۱۴                                                    |                                                                            |
| ۴۰۰  | دانش                                                                       | Jennifer Nagel                                  | ۲۵ سپتامبر ۲۰۱۴                                                    |                                                                            |
| ۴۰۱  | مهندسی سازه                                                                | David Blockley                                  | ۲۵ سپتامبر ۲۰۱۴                                                    |                                                                            |
| ۴۰۲  | تئاتر                                                                      | Marvin Carlson                                  | ۲۳ اکتبر ۲۰۱۴                                                      |                                                                            |
| ۴۰۳  | هنر مصر باستان and معماری مصر باستان                                       | Christina Riggs                                 | ۲۳ اکتبر ۲۰۱۴                                                      |                                                                            |
| ۴۰۴  | قرون وسطا                                                                  | Miri Rubin                                      | ۲۳ اکتبر ۲۰۱۴                                                      |                                                                            |
| ۴۰۵  | ماده‌های اولیه                                                              | Christopher Hall                                | ۲۳ اکتبر ۲۰۱۴                                                      |                                                                            |
| ۴۰۶  | کانیها                                                                     | David Vaughan                                   | ۲۳ اکتبر ۲۰۱۴                                                      |                                                                            |
| ۴۰۷  | صلح                                                                        | Oliver P. Richmond                              | ۲۷ نوامبر ۲۰۱۴                                                     |                                                                            |
| ۴۰۸  | ایران                                                                      | علی مسعود انصاری                                | ۲۷ نوامبر ۲۰۱۴                                                     |                                                                            |
| ۴۰۹  | جنگ جهانی دوم                                                              | Gerhard L. Weinberg                             | ۱۳ نوامبر ۲۰۱۴                                                     |                                                                            |
| ۴۱۰  | Child Psychology                                                           | Usha Goswami                                    | ۲۷ نوامبر ۲۰۱۴                                                     |                                                                            |
| ۴۱۱  | ورزش                                                                       | Mike Cronin                                     | ۲۷ نوامبر ۲۰۱۴                                                     |                                                                            |
| ۴۱۲  | جهانگردی                                                                   | Stewart A. Weaver                               | ۱۲ مارس ۲۰۱۵                                                       |                                                                            |
| ۴۱۳  | میکروبیولوژی                                                               | Nicholas P. Money                               | ۴ دسامبر ۲۰۱۴                                                      |                                                                            |
| ۴۱۴  | مسئولیت اجتماعی شرکتی                                                      | Jeremy Moon                                     | ۱۱ دسامبر ۲۰۱۴                                                     |                                                                            |
| ۴۱۵  | عشق                                                                        | Ronald de Sousa                                 | ۸ ژانویه ۲۰۱۵                                                      |                                                                            |
| ۴۱۶  | روان‌درمانی                                                                 | Tom Burns (Author), Eva Burns-Lundgren (Editor) | ۲۲ ژانویه ۲۰۱۵                                                     |                                                                            |
| ۴۱۷  | غرب وحشی                                                                   | Stephen Aron                                    | ۱۱ دسامبر ۲۰۱۴                                                     |                                                                            |
| ۴۱۸  | سیاست ایالات متحده آمریکا                                                  | Donald Critchlow                                | ۲۵ دسامبر ۲۰۱۴                                                     |                                                                            |
| ۴۱۹  | تاریخ زنان در ایالات متحده آمریکا                                          | Susan Ware                                      | ۲۲ ژانویه ۲۰۱۵                                                     |                                                                            |
| ۴۲۰  | آیین                                                                       | Barry Stephenson                                | ۲۲ ژانویه ۲۰۱۵                                                     |                                                                            |
| ۴۲۱  | شیمی                                                                       | پیتر اتکینز                                     | ۲۶ فوریه ۲۰۱۵                                                      |                                                                            |
| ۴۲۲  | دانته آلیگیری                                                              | Peter Hainsworth, David Robey                   | ۲۶ فوریه ۲۰۱۵                                                      |                                                                            |
| ۴۲۳  | بدن انسان                                                                  | Leslie Klenerman                                | ۲۶ فوریه ۲۰۱۵                                                      |                                                                            |
| ۴۲۴  | آشوریه                                                                     | Karen Radner                                    | ۲۶ مارس ۲۰۱۵                                                       |                                                                            |
| ۴۲۵  | زمین‌ساخت صفحه‌ای                                                            | Peter Molnar                                    | ۲۶ مارس ۲۰۱۵                                                       |                                                                            |
| ۴۲۶  | حریم خصوصی                                                                 | Raymond Wacks                                   | ۲۶ مارس ۲۰۱۵                                                       |                                                                            |
| ۴۲۷  | ویلیام شکسپیر                                                              | Stanley Wells                                   | ۲۳ آوریل ۲۰۱۵                                                      |                                                                            |
| ۴۲۸  | مالیات                                                                     | Stephen Smith                                   | ۲۳ آوریل ۲۰۱۵                                                      |                                                                            |
| ۴۲۹  | زیارت                                                                      | Ian Reader                                      | ۲۳ آوریل ۲۰۱۵                                                      |                                                                            |
| ۴۳۰  | فساد                                                                       | Leslie Holmes                                   | ۲۳ آوریل ۲۰۱۵                                                      |                                                                            |
| ۴۳۱  | جنگ‌افزار هسته‌ای                                                            | Joseph M. Siacusa                               | ۲۳ آوریل ۲۰۱۵                                                      |                                                                            |

## مجلدهای آینده در بریتانیا
- سازمان ملل متحد (Jussi M. Hanhimäki) (ویرایش دوم)
- ریزبینی (Terence Allen)
- ادبیات داستانی جنایی (Richard Bradford)
- بریتانیای روم (Peter Salway) (ویرایش دوم)
- جنگلها (Jaboury Ghazoul)
- لیبرالیسم (Michael Freeden)
- مددکاری اجتماعی (Sally Holland, Jonathan Scourfield)
- سرمایه‌داری (James Fulcher) (ویرایش دوم)
- عفونت (Benjamin Bolker, Marta Wayne)
- امپراتوری روم شرقی (Peter Sarris)
- انقلاب آمریکا (Robert J. Allison)
- اسطوره‌شناسی (Robert Segal) (2nd edition)
- روانکاوی (Daniel Pick)
- فیزیک هسته‌ای (Frank Close)
- American Indian Literature (Sean Teuton)
- آب (John Finney)
- Criminal justice (Julian V. Roberts)
- روان‌شناسی اجتماعی (Richard J. Crisp)
- نور (Ian A. Walmsley)
- فلسفه اسلامی (Peter Adamson)
- حقوق (Raymond Wacks) (2nd edition)
- Medieval literature (Elaine Treharne)
- عصر روشنگری (John Robertson)
- کوه (Martin Price)
- جبر (Peter M. Higgins)
- هرمنوتیک (Jens Zimmermann)
- سیاه‌چاله (Katherine Blundell)
- یهودستیزی (Steven Beller) (2nd edition)
- حقوق بشر (Andrew Clapham) (2nd edition)
- حقوق بین‌الملل (Vaughan Lowe)
- لذت‌پرستی (Catherine Wilson)
- صدا (Mike Goldsmith)
- قمر (David Rothery)
- ولتر (Nicholas Cronk)
- بانک (John O. S. Wilson, John Goddard)
- کامن لا (Joshua Getzler)